# 苏联级战列舰
蘇維埃聯盟级战列舰（俄语：Советский Союз，编号23号海军计划）是苏联于第二次世界大戰前夕设计並制造的一级战列舰，不過所有同級艦均於1940年至1941年間取消建造。

## 历史
该级别是当时斯大林时期设计的战舰。该级别的设计计划在二十世纪三十年代末期提出，但从来没有服役过。最初计划建造该级别15艘战列舰，并计划于1947年完工，使之并成为苏联海军主要的攻击力量。但设计进度缓慢以及对于纳粹德国的过分信任导致了苏联不得不重新考虑这个过为乐观的计划。
1938年1月24日正式下达建造四艘的训令。在1940年10月，该级四艘战舰的船体开始建造。其后，苏联决定取消建造更多该级舰并将资源用于强化陆军以为即将到来的战争作准备。随后这四舰一直不停的建造，直到纳粹德国于1941年入侵苏联，建造计划不得不停止，正式的停工令于7月10日下达，而到11月海军已将它们除名。
到了战争结束的1945年，尽管斯大林表达了极强烈的愿望要建成至少一艘23型战列舰，却还是对首艘苏联号于1948年5月29日下达了拆毁令。

## 该级战舰
该级别的四艘战舰分别是：
- 苏维埃联盟号：1938年8月28日在列宁格勒的奥尔忠尼启泽造船厂（原波罗的海造船厂）的7号船渠铺设龙骨，工程代号299。1940年10月彻底搁置以投入更为紧急的建造任务。此时船体、轮机和甲板装甲已经完工，已经具备下水的条件。1948年4月至1949年10月间被彻底拆解。
- 苏维埃乌克兰号（Советская Украина）：于1938年11月28日在乌克兰尼古拉耶夫马蒂造船厂（德国战时报道称之为南方造船厂）开始建造。工程代号为352，1940年10月被搁置。最终工程进度约为75%（此处完工标准为具备下水条件）。当德军在巴巴罗萨计划作战中于1941年8月18日占领尼古拉耶夫时建成的船壳只受了轻微破坏，德国人拆下首尾三百英尺长的部分用于建造要塞。德军1944年撤退时炸毁了左舷下面的龙骨垫台使她向船台方向倾斜了5-10度。 船体在马蒂造船厂的下水滑道上待到了1946年5月，1947年彻底消失。
- 苏维埃俄罗斯号（Советская Россия）于1939年晚期在莫洛托夫斯克海军船厂开始建造；工程代号为102。1944年1月船体几乎是一个空壳子，连主甲板也没有完成。
- 苏维埃白俄罗斯号（Советская Белоруссия）于1939年12月21日莫洛托夫斯克船厂的402号坞开造。工程代号为101。1940年发现提供的7万个铆钉不合格后取消建造，将材料提供给其他舰，还有的材料被做成了浮动炮台3号。1941年8月上旬，浮动炮台被拖航至塞瓦斯托波尔。1942年塞瓦斯托波尔被围攻的最后时刻，在卡扎克湾搁浅，并在1942年6月27日被弃置。[3]

## 设想
如果该级别建造完成，那将是当时服役的战列舰中除日本海军大和级以外最大的战列舰。但二战之后，尽管计划被改良了许多，但该计划仍然要耗费掉大量的资源，对于当时的苏联经济是一个极大的负担。此外，在二战中证明真正海上霸主已经从战列舰转向了航空母舰，所以即使完成了也无法将给苏联带来任何实际上的好处。苏联号于1949年下水，但仅仅是为了给新的海军造舰计划让出造船台。在1950年，全部该级舰被在各自船厂解体。

## 批评
很多当代的历史学家和经济学家都给与此项计划以强烈的批评，认为该计划实际上是当时苏联经济的一个极大的包袱（曾有经济学家说在1940年，仅仅这项计划的建造费用，就占到了全苏联GDP的25%）。现在很多人认为这个计划仅仅是一个政治工具以显示当时苏联的强大。这也体现了斯大林是一个非常热爱海军而且自己就是一个“大舰巨炮”主义者，这也对当时的苏联海军造成了很大的影响。

## 後世登場
- 戰艦世界等舰船遊戲企划创作了以该级战舰为原型的變種形象，當中還有基於其船體而成的航空母艦（Pr.23AV）。

- 战舰少女，碧蓝航线等舰船拟人化企划创作了以该级战舰为原型的拟人化形象。